# ツクバネウツギ属
ツクバネウツギ属（つくばねうつぎぞく、学名: Abelia、和名漢字表記：衝羽根空木属）はスイカズラ科の属の一つ。双子葉植物。属名のツクバネウツギの名は、果実に萼裂片が残るため、羽根突きの衝羽根に似た空木（ウツギ）の意味である。

## 特徴
枝がよく分枝する落葉または半常緑の低木。いずれの種も株立ち状になる。葉は対生し、縁に鋸歯をもつか全縁、葉柄の基部は広がらず、合着もしない。萼片は2 - 5個でよく目立ち、和名の由来にもなっている。茎の先端または葉腋から1 - 3個、まれに8個の花からなる花序をだすが、しばしば2個ずつつける。花冠は鐘状漏斗形で、上部は5裂し、背腹性がある。雄蕊は4本ある。子房は3室で、うち2室は退化し、1室に種子ができる。雄蕊は上部に固まって4本つき、うち2本は長い。果実は痩果となり、先端に萼片を残す。
学名 Abelia は、中国で Abelia chinensis を採集したイギリスの博物学者、クラーク・エーベル（Clarke Abel）に由来する。

## 分布
東アジア、メキシコに分布し、約20種が知られる。日本では4種が知られている。ただし、花冠が2唇形となる、コツクバネウツギ、オオツクバネウツギ、ツクバネウツギの3種については、別属 Diabelia とする見解がある。

## 日本に分布する種
日本には、樹形や花の大きさや色、萼片の形に変異が多いツクバネウツギ、コツクバネウツギ、オオツクバネウツギが自生し、地方的な変種が記録されている。またタイワンツクバネウツギが奄美大島に自生しているのが稀に見られる。
- タイワンツクバネウツギ Abelia chinensis R.Br. var. ionandra (Hayata) Masam. - 絶滅危惧IA類(CR)
- アベリア（ハナゾノツクバネウツギ）Abelia × grandiflora (André) Rehder
- コツクバネウツギ Abelia serrata Siebold et Zucc.
  - ヒロハコツクバネウツギ Abelia serrata Siebold et Zucc. f. gymnocarpa (Graebn.) Sugim.
  - ホソバコツクバネウツギ Abelia serrata Siebold et Zucc. f. obspathulata (Koidz.) Sugim.
  - ベニバナコツクバネウツギ Abelia serrata Siebold et Zucc. f. sanguinea (Sugim..) Sugim.
  - オニツクバネウツギ Abelia serrata Siebold et Zucc. var. tomentosa (Koidz.) Nakai - 絶滅危惧IA類(CR)
- オオツクバネウツギ Abelia tetrasepala (Koidz.) H.Hara et S.Kuros.
- ツクバネウツギ Abelia spathulata Siebold et Zucc.
  - タキネツクバネウツギ Abelia spathulata Siebold et Zucc. f. colorata (H.Hara et S.Kuros.) H.Hara et S.Kuros.。
  - ヤエノツクバネウツギ Abelia spathulata Siebold et Zucc. f. duplexa H.Ohba
  - ケツクバネウツギ Abelia spathulata Siebold et Zucc. f. pilosa Nakai
  - ベニバナノツクバネウツギ Abelia spathulata Siebold et Zucc. var. sanguinea Makino
  - ウゴツクバネウツギ Abelia spathulata Siebold et Zucc. var. stenophylla Honda

## ギャラリー
- タイワンツクバネウツギ
- アベリア
- コツクバネウツギ
- オオツクバネウツギ
- ツクバネウツギ